# Flabellia petiolata
La Flabellia petiolata ((Turra) Nizamuddin, 1987) è una alga verde della famiglia delle Udoteaceae.

## Distribuzione
È diffusa in gran parte del bacino del Mediterraneo e alle isole Canarie e Capo Verde.

Cresce sui substrati rocciosi e coralligeni del sublitorale, in associazione con altre alghe (Dictyopteris, Dictyota, Dilophus). È inoltre un componente delle comunità epifite di Posidonia oceanica e di Cystoseira spp. .